# Walter Peche
Walter Peche (* 12. Dezember 1899 in Breslau; † nach 1936) war ein deutscher Staatsbeamter.

## Leben
Nach dem Schulbesuch studierte Peche Rechtswissenschaften. Er promovierte 1923 an der Universität Breslau mit einer Arbeit über Die rechtliche Natur der Gastwirtshaftung. Anschließend trat er in den Staatsdienst ein.
1933 wurde Peche als Regierungsassessor in das Geheime Staatspolizeiamt (Gestapa) berufen, in dem er die Leitung des Dezernats V („SPD einschließlich aller sozialdemokratischen Nebenorganisationen, Politische Bewegungen Rheinprovinz, Westfalen, Hessen-Nassau, Sigmaringen, Wirtschaftspolitik (Werksabotage)“) übernahm. Als einer von zehn Dezernatsleitern des Amtes gehörte er zu dieser Zeit neben dem Chef der Geheimen Staatspolizei Rudolf Diels und seinem Stellvertreter Hans Volk zu den zwölf ranghöchsten Mitarbeitern des Gestapo-Hauptquartiers in Berlin.
Im Januar 1934 wurde Peche zum Landrat von Bersenbrück ernannt. Im Oktober 1936 folgte seine Versetzung in den Regierungsbezirk Gumbinnen.

## Schriften
- Die rechtliche Natur der Gastwirtshaftung, 1923.